# Ailinglaplap
Ailinglaplap (Ailinglapalap), atol od 52 otočića u sastavu Maršalovih Otoka, dio lanca Ralik.

## Zemljopis
Nalazi se 15 km južno od Jabwota i 152 km sjeverozapadno od Jaluita.

## Stanovništvo
| broj stanovnika | 1288  | 1195  | 1100  | 1385  | 1715  | 1959  |
|                 | 1958. | 1967. | 1973. | 1980. | 1988. | 1999. |